# Jackson Rowe
Jackson Rowe (Toronto, Canadá, 4 de enero de 1997) es un baloncestista canadiense que pertenece a la plantilla de los Golden State Warriors de la NBA, con un contrato dual que le permite jugar además en los Santa Cruz Warriors de la NBA G League. Con 2,01 metros de estatura, juega en la posición de ala-pívot. Representa a Canadá a nivel internacional. 

## Trayectoria deportiva

### Universidad
Rowe es un jugador formado en Wasatch Academy, antes de ingresar en 2016 en la Universidad Estatal de California en la que jugó durante cuatro temporadas con los Cal State Fullerton Titans. Durante la temporada 2019-20, después de perderse los primeros 11 juegos de la temporada debido a una lesión, Rowe promedió 15.6 puntos y 7.3 rebotes, al tiempo que ganó los honores del segundo equipo de Big West en su temporada sénior.
Sus 21 dobles-dobles fueron lo suficientemente buenos como para alzarse en el cuarto lugar de todos los tiempos en la historia del programa, ya que Rowe es uno de los dos Titanes que han acumulado más de 1,000 puntos, más de 660 rebotes, más de 160 asistencias, más de 80 bloqueos y más de 60 robos a lo largo de su carrera en Fullerton. Rowe también ocuparía los segundos puestos de rebotes (811) y bloqueos (113) en su carrera. Al final de su tercer año, eclipsó la marca de más de 1000 puntos, convirtiéndose en el 26º Titán en hacerlo. Rowe finalizó su carrera en Cal State Fullerton Titans con 1340 puntos totales, el décimo de todos los tiempos en la historia del programa.

### Profesional
Tras no ser elegido en el Draft de la NBA de 2020, el 4 de agosto de 2020, firmó con el Chorale Roanne Basket de la Pro A francesa.
El 30 de octubre de 2023 se unió a los Santa Cruz Warriors después de una prueba. En 49 partidos promedió 12,4 puntos, 6,3 rebotes, 2,2 asistencias, 1,1 tapones y 1,2 robos en 30 minutos por partido.
El 3 de mayo de 2024 firmó con los Scarborough Shooting Stars de la Canadian Elite Basketball League,  jugando nueve partidos y promediando 14,9 puntos, 7,7 rebotes, 2,9 asistencias, 1,8 robos y 0,6 tapones en 30,3 minutos.
Después de unirse a ellos para la Liga de Verano de la NBA, Rowe firmó con los Golden State Warriors el 19 de julio de 2024, pero fue despedido el 19 de octubre. Días después se reincorporó a los Santa Cruz Warriors. El 28 de enero de 2025 firmó un contrato dual con Golden State.

## Estadísticas de su carrera en la NBA

### Temporada regular
| Año     | Equipo       | PJ | PT | MPP | %TC  | %3P  | %TL  | RPP | APP | ROB | TPP | PPP |
| ------- | ------------ | -- | -- | --- | ---- | ---- | ---- | --- | --- | --- | --- | --- |
| 2024-25 | Golden State | 6  | 0  | 8.7 | .471 | .300 | .500 | 1.8 | .7  | .7  | .0  | 3.7 |
| Total   | Total        | 6  | 0  | 8.7 | .471 | .300 | .500 | 1.8 | .7  | .7  | .0  | 3.7 |